# 高橋 (江東區)
高橋（日语：／ Takabashi */?）是東京都江東區的町名。未設丁番。2013年8月1日為止的人口有1,344人。郵遞區號為135-0005。

## 地理
東京都江東區西北部，屬深川地域。位於小名木川北岸，北與東鄰森下，南至小名木川，接白河，西連常盤。西邊有南北向的清澄通通過。區內主要為商店街。

### 河川
- 小名木川 - 河上有同名的橋樑「高橋」[1]。

## 歷史
大正期間此地貧民區化，1921年（大正10年）發行的『東京市內貧民相關調査』中，本町前身的富川町、西町共有2,416名貧民。戰後的高度成長期，此地形成簡易宿泊街。現在雖然大部分已拆除，但部分遺跡仍可見於高橋與森下三丁目－五丁目內的商業旅館。

### 地名由來
町名來自小名木川上的橋梁「高橋」。

### 沿革
- 1934年（昭和9年），深川區東森下町一部分、東元町、富川町、西町全部改為深川高橋一丁目－五丁目。
- 1947年（昭和22年），屬江東區。
- 1971年（昭和46年），深川高橋一丁目改為高橋，深川高橋二丁目－五丁目改為森下三丁目－五丁目。

## 交通

### 鐵路
東京地下鐵半藏門線通過清澄通下，未設站。步行可達東京地下鐵半藏門線、都營地下鐵新宿線森下站。

### 巴士
- 都營巴士
  - 高橋停留所

### 道路
- 東京都道463號上野月島線（清澄通）
- 高橋夜店通

## 設施
- 江東區立深川小學校
- 江東區深川北小孩家庭支援中心

## 備註
1. 1 2 3  『角川日本地名大辞典 13　東京都』，角川書店，1991年再版，P451,P840,P844。
2. ↑  江東区の世帯と人口（住民基本台帳による） 区民部区民課 平成25年8月1日現在[]
3. ↑  主なスラムにおける現住人口の死因別死亡者数（1921年） （页面存档备份，存于），2012年5月29日閲覧。
4. ↑  精神薄弱児(者)のスラム-東京深川高橋ドヤ街-における実態について(第8部会 都市の教育I)[永久]，田宮寛己（東京都江東區教育委員会），日本教育社会学会大会発表要旨集録 (20), pp37-38, 1967年10月5日
5. ↑  江東區の地名由来-江東區地域振興部文化観光課文化財係 的存檔，存档日期2013-07-19.，2012年5月30日閲覧。

## 外部連結
- 江東區官方網站 （页面存档备份，存于）